# 葱鮪鍋

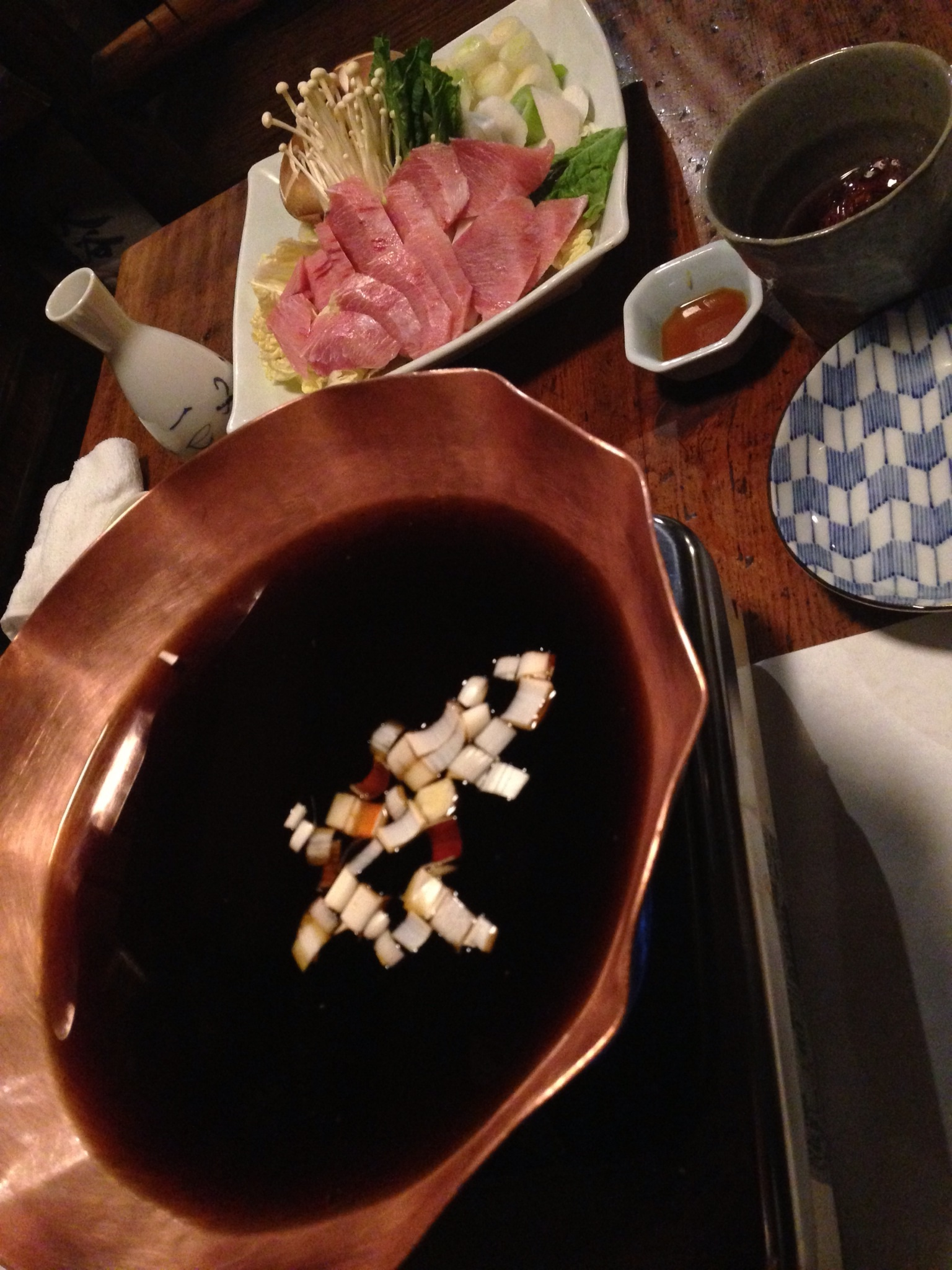
台東区浅草3丁目・浅草一文本店にて撮影

葱鮪鍋（ねぎまなべ）、葱鮪汁（ねぎまじる）は鍋料理の一種で、字の如くネギとマグロを、醤油・日本酒・味醂・出汁などで煮た日本の料理である。
「葱鮪（ねぎま）」「ネギマ」と略されることがある。

## 概要
俳句では冬の季題となっている。
江戸時代末期の天保以降マグロが食されるようになり、当時は赤身は主に醤油に漬けて保存された。この保存法をヅケ（漬け）というが、醤油をはじき返す脂身（現代に言うトロ）の部分は腐るだけの余り物で、肥料にされるか廃棄された。しかし庶民はこれを上手く工夫して調理、ネギと共に煮たもの（多くの場合は醤油味）が葱鮪鍋、吸物仕立にしたものが葱鮪汁である。
醤油、酒、味醂、出汁または水を合せてすき焼きのような割下を作り、ぶつ切りにした葱を煮る。この上に適当に切ったマグロを乗せ、好みの煮え加減で食べる。マグロには葱の香りが移り、葱にはマグロの脂と旨味が移って双方が美味となる。粉山椒、七味唐辛子などを振りかけたり、柚子胡椒を入れても良い。
赤身のように脂肪分が少ない部位は煮込むとパサパサになって口当たりが悪く、発祥当時には価値が低いとみなされていた脂肪分の多い部位を利用すると美味しくなる料理である。

## 語源
葱鮪鍋の「ねぎま」の「ま」の意味については諸説ある。
- 葱鮪鍋に入れるマグロの「ま」であるとする説[3][4]
- 葱鮪鍋はあくまでもマグロの脂が移ったネギを主役として楽しむものでマグロはネギを食べる間につなぎで食べたことに由来するとみる説（「ま」は「間」であるとする説）[4]。
- ネギの間にマグロ肉を串刺しにして鍋料理にしていたとの説[3]

## 文化
葱鮪鍋を語源としたり題材とするものなどがある。
- 落語「ねぎまの殿様」
  - 「目黒のさんま」と同工異曲の噺
- ねぎま（aimai）